# 铁道齐柏林
铁道齐柏林（Schienenzeppelin）是一种实验性轨道车，其外观看上去像齊柏林飛船，其名称由此得来。1929年，德国飞机工程师弗朗茨·克鲁肯伯格设计、研发了该轨道车。其推进力来自装在车尾的一架推进式螺旋桨：该轨道车的速度因此能达到230.2千米/小时，创造了汽油动力轨道载具的最高速度纪录。该轨道车只建成过一辆样车，出于安全考虑，铁道齐柏林一直没有获得实际应用，最终，样车于1939年被拆解。